# اگنس اسازوا
اگنس اوزازوا (انگلیسی: Agnes Osazuwa؛ زادهٔ ۲۶ ژوئن ۱۹۸۹) ورزشکار دو و میدانی اهل نیجریه است.